# Ramón de Carranza Gómez
Ramón de Carranza y Gómez-Pablos, marqués de Soto Hermoso (Cádiz, 21 de mayo de 1898-Sevilla, 14 de septiembre de 1988), fue un empresario, marino, labrador y aristócrata gaditano. Político de la administración local, fue presidente del Sevilla Fútbol Club (1957-1961).

## Orígenes y primeros años
Ramón de Carranza y Gómez-Pablos nació en Cádiz el 21 de mayo de 1898. Como hijo de militar fue bautizado en la iglesia castrense del Santo Ángel. Los Carranza procedían de una familia gallega de contados recursos económicos, con varios antepasados en la Armada, que creció socialmente por la fortuna amasada en Cádiz por Ramón de Carranza y Fernández de la Reguera marino de guerra que llegó a contraalmirante, hombre de negocios y político conservador, cuyo mejoramiento económico se debió al matrimonio con la rica heredera Josefa Gómez Aramburu (hija de José Esteban Gómez Peñasco, consignatario de buques, y sobrina del acaudalado prócer gaditano José Moreno de Mora y Vitón).  Ramón fue el cuarto hijo. Llama la atención la típica fluctuación de su segundo apellido: extrañamente en las reseñas de sociedad unas veces aparece como Gómez, otras como Gómez-Pablos o Gómez de Pablo y otras como Gómez-Aramburu. La intención de estos usos sociales gaditanos se desconoce.
Siguiendo la tradición familiar Ramón de Carranza Gómez ingresó en el Cuerpo General de la Armada el 1 de enero de 1913 formándose en la Escuela Naval Militar de San Fernando (Cádiz). Destinado en diversas unidades, como teniente de navío tenía acceso a los clubes sociales más exclusivos. En 1923 obtuvo por rehabilitación el título nobiliario de marqués de Soto Hermoso y, a ejemplo de su padre, movióse con desenvoltura por entre las mejores familias de la sociedad barcelonesa. De elevada estatura, porte elegante, calvo y con ojos azules, emparentó con la nobleza catalana (Castellvell, Maldà, San Miguel de Castellar, Salillas, Segur etc.) al contraer matrimonio en junio de 1926 con la condesa de Montagut Alto, Mª Antonia de Vilallonga y de Cárcer, hija de la marquesa de Castellvell, grande de España. Se retiró de la mar con el grado de capitán de corbeta, para dedicarse a los negocios agroalimentarios (agrícolas, vinícolas y pesqueros-conserveros) de la familia e instalándose en Sevilla en su palacete de la avenida de La Palmera y en su mansión de Casa-Ayala.
Aparte de practicar los deportes propios de su clase social, en los medios franquistas tenía cierta fama de jugador de ruleta y bacará. Ignacio Darnaude refiere en sus recuerdos una anécdota, no contrastada. Según él mismo refería a sus amigos del Aero Club  de Sevilla : "adquirió a Manuel Lazo la finca “La Vicaría” (enorme y precioso encinar, sito a medio camino entre Arroyomolinos y Cala en el límite entre Huelva y Badajoz) gracias a los muchos dineros que arrampló tras quebrar mediante su hábil juego a la banca en el Casino de Montecarlo, con cuyo "capitalazo" adquirió también una suntuosa villa en la playa de la Concha, en San Sebastián", por entonces de moda entre la clase pudiente. Y, más aún, "sólo con la venta de dos cuadros que formaban parte del suntuoso mobiliario de la mansión, el marqués se reembolsó todo lo que le había costado la casa palacio".

## Alcalde
La conservadora familia Carranza se constituyó   como una pequeña dinastía del régimen administrativo local andaluz por imposición : Ramón de Carranza Fernández de la Reguera (padre) fue designado alcalde de Cádiz por Miguel Primo de Rivera (1927-1931) y designado alcalde y gobernador civil de Cádiz por Queipo de Llano (1936). Ramón de Carranza Gómez (hijo) fue designado alcalde de Sevilla por Queipo de Llano (1936-1938) y presidente de la Diputación Provincial de Sevilla (1946-1961), por Franco. José León de Carranza Gómez (hermano) fue designado alcalde vitalicio de Cádiz por Franco (1948-1969).
De carácter autoritario y tendencia monárquica, militante de Renovación Española, y luego falangista de primera línea según el mismo Queipo de Llano, Ramón de Carranza Gómez y su padre se implicaron desde un principio en la conspiración militar contra el gobierno de la Segunda República apoyando al general Queipo de Llano el 18 de julio de 1936, quien al día siguiente lo nombró presidente de la Comisión Gestora encargada de la administración municipal de Sevilla en sustitución del alcalde legítimo, Horacio Hermoso Araujo, que fue ejecutado dos meses después por los golpistas.
A su padre, Ramón de Carranza y Fernández, que llegó desde Sevilla en una avioneta que aterrizó en la playa de la Victoria, Queipo de Llano lo nombró alcalde y gobernador civil de Cádiz.
Recién designado alcalde, Ramón de Carranza (hijo) colaboró en el golpe personalmente, manu militari. Él y sus leales ayudaron en la represión de los barrios obreros (Nervión, Ciudad Jardín, Triana, Macarena etc.). Se apostaron, junto a tropas sublevadas, en un sitio estratégico de paso obligado entre la barriada obrera del Cerro del Águila y el centro de la capital. Allí contuvieron a la riada de "gente de alpargata" que se dirigían al casco antiguo con ánimo de sofocar la rebelión militar, dando tiempo así a que Queipo de Llano reorganizara sus fuerzas y dominara finalmente la ciudad. El historiador Ortiz Villalba lo sitúa en la conquista del barrio de Triana y desmantelando con ametralladoras y morteros la resistencia de concentraciones izquierdistas que se dirigían a defender el centro.

## Actividad paramilitar
El problema social de más relevancia en Andalucía era el agrario, protagonizado por los campesinos sin tierra, que trataron de acceder a las tierras comunales o las improductivas, en manos de los grandes terratenientes. Iniciado el golpe de Estado, ante la resistencia de la gente legal, el Estado Mayor rebelde (comandante José Cuesta Monereo)   se dio cuenta enseguida de que debería ocuparse la región centrífugamente, como gota de aceite desde Sevilla, pueblo a pueblo y limpiando metódicamente la campiña aledaña. La provincia de Sevilla, por ejemplo, terminó de ser "reconquistada" el 11 de septiembre con la toma de Algámitas y Villanueva de San Juan.
En sus charlas radiofónicas Queipo de Llano alabó más en Carranza su valía como guerrillero que como marino o alcalde. 

"He de notificar que el alcalde, D. Ramón de Carranza (hijo), más guerrillero que marino y que alcalde, con una columna de Falange y de Guardia Civil, está desarrollando una brillantísima labor. Es un bravo que manda un grupo de bravos. Con lo que no estoy conforme es que con su actuación me quita todos los falangistas de Sevilla , donde tan grandes servicios me prestan, pues al principio salió con un grupo de veinte muchachos, por precaución le añadí fuerzas de la Guardia Civil; ya hoy día opera con cerca de doscientos".

A este efecto la actuación "guerrillera" del marino Carranza se limitó a razias de secano durante las primeras semanas de la guerra civil española y se desenvolvió entre grupos o partidas de voluntarios derechistas amigos auspiciadas por el ejército sublevado. Eran columnas ligeras, muy móviles, que iban y venían constantemente de un punto a otro. Su componente paramilitar, irregular, estaba integrado y financiado por los propietarios, señoritos, sportmen y caballistas de la oligarquía al mando de personas capaces (generalmente militares retirados por la ley Azaña) que se especializaron, por pura lógica, en la limpieza política rural. En la provincia de Huelva funcionó incluso un llamado Servicio de Saneamiento de Campos
Buen deportista, Carranza alternó enseguida sus responsabilidades administrativas y de representación en el ayuntamiento con el mando expeditivo de una de las columnas más brillantes (la llamada columna Carranza), con la que hacía intermitentes incursiones desde la capital. Su primera expedición fue el 23 de julio en dirección a Huelva.
Otras columnas conquistadoras célebres fueron las de los comandantes Castejón (Legión y Regulares) y Luis Redondo García (Requeté) que tuvieron una intervención decisiva en Huelva, Córdoba, Extremadura y Jaén. Durante la primera semana se le encomendó la ocupación para la causa de los golpistas de numerosos pueblos del Aljarafe sevillano, Sierra Norte (especialmente sangrienta fue la toma de Cazalla y de Constantina), La Campana, El Coronil y muchos de la provincia de Huelva (Hinojos, Rociana, La Palma del Condado, Bonares, Lucena del Puerto, Almonte, Lepe, Isla Cristina y Ayamonte). El 1 de agosto su partida es incorporada a la columna africana del comandante Castejón participando en la matanza de Puente Genil.

## Modus operandi
Generalmente se desplazaba desde Sevilla siguiendo la carretera o el tren y usando toda clase de vehículos, la mayor parte confiscados. A veces tenía la cobertura aérea de una avioneta de Tablada o de algún amigo del Aeroclub, o la ayuda de caballistas. Le bastaba la intimidación y un cañonazo en puertas o ventanas para que cesara toda resistencia republicana. Como sabían muy bien los militares rebeldes "la influencia moral del cañón mortero o del tiro ajustado de ametralladoras era enorme" sobre oponentes armados generalmente con escopetas de caza.
Cuando tomaba un pueblo por las armas liberaba presos, dictaba bandos, nombraba nuevas autoridades (Comisiones Gestoras) y organizaba las pautas represivas rutinarias con la ayuda del párroco, la Guardia Civil, falangistas,  y personajes derechistas locales. Luego se marchaba dejando un retén. A la vuelta, los camiones de provisiones venían cargados con los prisioneros supervivientes y algo de botín. El combustible y los gastos de intendencia y logística de la columna (gasolineras y ventorrillos) eran cargados a los respectivos ayuntamientos recién conquistados.
Carranza contestaba así al agradecido alcalde recién nombrado de La Palma del Condado (Huelva):
«Mi distinguido compañero: Ha sido en mi poder su oficio dándome cuenta del acuerdo de colocar en el despacho de esa alcaldía una fotografía de mi modesta persona. Agradezco vivamente su atención y hoy mismo me la he hecho y tan pronto como esté terminada será para mí una satisfacción el poder complacer a esa Comisión Gestora. Ramón de Carranza. ¡¡Arriba España!!».
Para Carranza, y sus amigos propietarios, esta guerra tuvo un fino toque solariego. A veces los voluntarios de las columnas comprobaban sobre el terreno el estado de su patrimonio, agrícola o pesquero, sabiendo que el abastecimiento de la población se había estado haciendo a su costa. Como señala más explícitamente Alfonso Lazo: "Con frecuencia las columnas eran mandadas por ricos terratenientes cuyas primeras operaciones militares iban dirigidas a recuperar sus cortijos y haciendas, ocupadas después del triunfo del Frente Popular".  Aquello bien valía la pena :
«…el rico que todo lo había perdido y todo lo ha ganado; el propietario que ve triplicada la fortuna de sus tierras con la «plusvalía» de un Gobierno estable, permanente y de orden …»
No hay que confundir la familia de Soto Hermoso con los García Carranza de La Algaba y Palomares del Río (Álvaro, Francisco, Antonio y Pedro Luis) que tuvieron algún predicamento entre los ambientes derechistas de la época.
El marqués de Soto Hermoso fue premiado por Franco con la Medalla Militar el 13 de octubre de 1936 (B.O.E. de 19-10-1936).
En los fastos oficiales aparecía siempre con uniforme militar de marina cerca de Queipo de Llano.
En la retaguardia municipal le tocaron tiempos de mando fácil, aunque la voluntad supliera los pocos recursos y la mucha miseria. En agosto de 1936 la Comisión gestora del Ayuntamiento, presidida por él, decretó cambiar los nombres de 50 calles del callejero, empezando por las principales. Por esta época se le conoce una vibrante alocución patriótica por los micrófonos de Radio Sevilla. Redujo drásticamente el número de escuelas públicas para ahorrar gastos municipales. Inauguró un ambicioso proyecto de Museo Nacional de Guerra del Movimiento Salvador de España en el Pabellón Real (30 de julio).  Permaneció en la alcaldía solamente dos años, hasta noviembre de 1938, al ser defenestrado por el gobernador civil Pedro Gamero del Castillo a instancias del ministro de Gobernación Serrano Súñer con gran ira de su mentor Queipo de Llano. Deberes militares (la escasez de oficiales en la Armada sublevada) le obligaron a desatender sus negocios, reingresando como capitán de corbeta de 2.º comandante del minador "Marte" y luego como comandante del cañonero "Dato" (7 de mayo de 1939). Recién terminado el conflicto, solicitó el retiro definitivo como capitán de fragata. Se reincorporó a la política como presidente de la Diputación Provincial de Sevilla, donde permaneció 15 años (1946-61) destacando en el ámbito de las granjas agrícolas experimentales. Fue procurador en cortes, adscrito a la Comisión de Obras Públicas (29 de mayo de 1946). Recibió la Medalla de plata del Frente de Juventudes (3 de mayo de 1954). Tuvo frecuentes roces con el gobernador civil Hermenegildo Altozano Moraleda (1959-62). El último, sobre construcción irregular en Sevilla de casas de la Diputación, tuvo repercusión nacional y le costó el cargo a ambos próceres.
El club Pineda de Sevilla, de carácter hípico, cobra auge entre 1955-59 por la iniciativa de Ramón de Carranza que compra terrenos en 1957 al Ramo de Guerra del Ejército para ampliar el hipódromo con vista a las carreras de primavera-otoño.
En 1955 ingresó como académico numerario en la Real Academia de Bellas Artes de Santa Isabel de Hungría de Sevilla. Murió en Sevilla, el 14 de septiembre de 1988.

### Procurador en Cortes
La Diputación Provincial de Sevilla   elige a su presidente procurador en Cortes para la  II Legislatura de las Cortes Españolas (1946-1949) como representante de dicho organismo. Obtuvo 7 de los 8 votos emitidos.
Fue reelegido para la III Legislatura, obteniendo 16 de los 17 votos emitidos.
Reelegido sucesivamente cesa el 6 de julio de 1959 siendo sustituido por Luis Hertogs Echemendia.

### Sevilla F. C.
Retirado a sus negocios, se interesó por el fútbol al igual que otros muchos políticos de aquella época. Sucedió a Ramón Sánchez-Pizjuán en la presidencia del Sevilla Fútbol Club durante cuatro temporadas (19 de julio de 1957 a 19 de agosto de 1961). Se cuenta que pronunció estas palabras ante la tumba de su predecesor:

Querido Ramón, ahora te vamos a dar tus amigos, entre los que me honro, cristiana sepultura, y al día siguiente a la entrega de tu cuerpo a la tierra, nos ponemos manos a la obra y tu sueño de que el Sevilla FC tenga un gran estadio, se verá hecho realidad. Ramón, vete tranquilo al cielo que tus deseos serán cumplidos. 
Emitió obligaciones por valor de 50 millones de pesetas, presupuesto estimado inicialmente para el estadio, y el 6 de diciembre de 1956, mes y medio después de la muerte de Sánchez-Pizjuán, se colocó la primera piedra. El arquitecto fue Manuel Muñoz Monasterio, coautor unos años antes del estadio Santiago Bernabeu. Carranza inauguró y dio nombre al actual estadio "Ramón Sánchez-Pizjuán", haciendo el saque de honor un 7 de septiembre de 1958 en un partido amistoso con el Real Jaén C.F.  La construcción del estadio condujo al equipo a una grave crisis económica, que a su vez generó una crisis deportiva y el descenso por primera vez a Segunda División en 1968.
En su junta directiva incluyó algunos de sus antiguos compañeros: Diego Benjumea Vázquez, Francisco García Carranza (cuñado y hermano respectivamente de su gran amigo el malogrado torero El Algabeño), Manuel Zafra Poyato, José del Povil, Navarro Canela, Loscertales, Del Río, Conde y Liñan y otros. No hay que confundir a este Ramón de Carranza con el que dio nombre al Estadio Ramón de Carranza y el Trofeo Ramón de Carranza de Cádiz, que fue su padre, Ramón de Carranza y Fernández de la Reguera, alcalde de la ciudad en 1936.